# MATZKA (樂團)
MATZKA為台灣音樂創作人、製作人，其音樂風格以雷鬼為主，並混合爵士樂、民謠、重金屬、Rap和嘻哈等元素，來自台東的原住民，其曲風也帶有濃厚的原住民風格。

## 簡介
MATZKA樂團的初成立是當時因為朋友的鼓勵下，Matzka報名參加2008年（97年）新聞局舉辦的原創大賽。Matzka請阿勝幫忙找一起比賽的樂手。除了有主唱Matzka瑪斯卡、圖騰樂團鼓手阿勝、原味醞釀樂團吉他手阿輝以及當時的貝斯手和KEYBOARD手。比賽結束後，Matzka順利以母語創作〈MADO VADO〉拿下原住民組首獎打開了他們的音樂之路。原本的貝斯手和KEYBOARD手退出後，圖騰阿勝找來了在台東相當有實力的阿修加入，以Matzka & di hot。展開各個LIVE HOUSE的演出活動。樂團組成後，因為常有人不知道怎麼發di hot的發音，於是在大家共同討論之下，在2010年正式改名為MATZKA樂團並發行首張專輯。
2011年第22屆金曲獎獲頒最佳樂團獎。
2015年2月，約滿後，團員各自發展，Matzka正式以個人身份繼續在音樂上努力。；6月於第26屆金曲獎演唱歌曲，擔任表演嘉賓。

## 重要奬項
- 台灣原創流行音樂大獎原住民母語組第一名
- 2009年 海洋音樂祭海洋獨立音樂大賞
- 〔入圍2011第22屆金曲獎流行音樂-最佳新人獎〕
- 2011第22屆金曲獎流行音樂-最佳樂團獎
- 2011MTV年度最受歡迎樂團獎
- 中華音樂人交流協會之2011年度十大優良專輯
- 2011 Hit Fm 年度十大專輯
- 〔入圍2013第24屆金曲獎流行音樂-最佳樂團獎〕
- MILK AWARDS 2013 PARTY MILK雜誌年度特別獎
- 2013年第十三屆華語音樂傳媒大奬-最佳樂隊獎

## 音樂作品

#### 錄音室專輯
- 2010年12月 ：《MATZKA》，有凰音樂。
- 2012年11月 ：《089》，有凰音樂。
- 2015年12月 ：《東南美 Vu Vu Reggae》，SONY MUSIC。
- 2020年11月 ：《回到原點》，Universal。

#### 單曲
- 2014年3月 ：《金銀島》(與韋禮安合唱)

#### 實況專輯
- 2011年6月 ：《一朵花》，有凰音樂。

## 外部連結
- MATZKA Facebook （页面存档备份，存于）